# آئابرا
آئابرا (به لاتین: Aabra) یک منطقهٔ مسکونی پیشین در استونی است که در دهستان روگه (۱۹۹۱) واقع شده‌است. آئابرا ۰ نفر جمعیت دارد.